# Carlos Miranda
Carlos Miranda (ur. 12 listopada 1954) – portorykański judoka. Olimpijczyk z Montrealu 1976, gdzie zajął dziewiętnaste miejsce w wadze półśredniej.
Uczestnik mistrzostw świata w 1973. Srebrny medalista igrzysk Ameryki Środkowej i Karaibów w 1974 roku. Uczestnik turniejów międzynarodowych.

## Letnie Igrzyska Olimpijskie 1976
| Konkurencja | Eliminacje             | Klas. końcowa |
| Konkurencja | Przeciwnik I           | Miejsce       |
| ----------- | ---------------------- | ------------- |
| 70 kg       | Patrick Burris (USA) P | 19.           |